# James Hanna
James Hanna (Flower Mound, 14 luglio 1989) è un giocatore di football americano statunitense che gioca nel ruolo di tight end per i Dallas Cowboys della National Football League (NFL). Fu scelto nel corso del sesto giro (186º assoluto) del Draft NFL 2012 dai Cowboys. Al college ha giocato a football ad Oklahoma.

## Carriera professionistica

### Dallas Cowboys
Il 28 aprile 2012, Hanna fu scelto nel corso del sesto giro del Draft 2012 dai Dallas Cowboys. Nella sua stagione da rookie disputò tutte le 16 partite, 2 delle quali come titolare, ricevendo 8 passaggi per 86 yard.